# Yacimiento Alcalá la Vieja
El yacimiento Alcalá la Vieja es una zona arqueológica situada en los cerros de Alcalá de Henares. En 2023 la Comunidad de Madrid lo declaró Bien de Interés Cultural, en la categoría de Zona de Interés Arqueológico, "al constituir un valioso testimonio material de la presencia islámica en el territorio madrileño".

## Bien de interés cultural
El 18 de octubre de 1988 se incoó el expediente para su inclusión en la lista de Bienes de Interés Cultural de la Comunidad de Madrid como parte de la zona arqueológica «Ecce Homo o de la Vera Cruz y Alcalá la Vieja (Alcalá de Henares)». Bien de Interés Cultural ARI-55-0000232. Pero no llegó a fructificar.
El 28 de octubre de 2022 se inició un nuevo expediente de incoación para el yacimiento Alcalá la Vieja, que finalmente consiguió la declaración de Bien de Interés Cultural de la Comunidad de Madrid, en la categoría de Zona de Interés Arqueológico, el 12 de julio de 2023. Con el código RI-55-0030465 en el Registro General de Bienes de Interés Cultural del Ministerio de Cultura y Deporte, y el código RBIC-2022-000018 en el Registro de Bienes de Interés Cultural de la Comunidad de Madrid.

## Localización

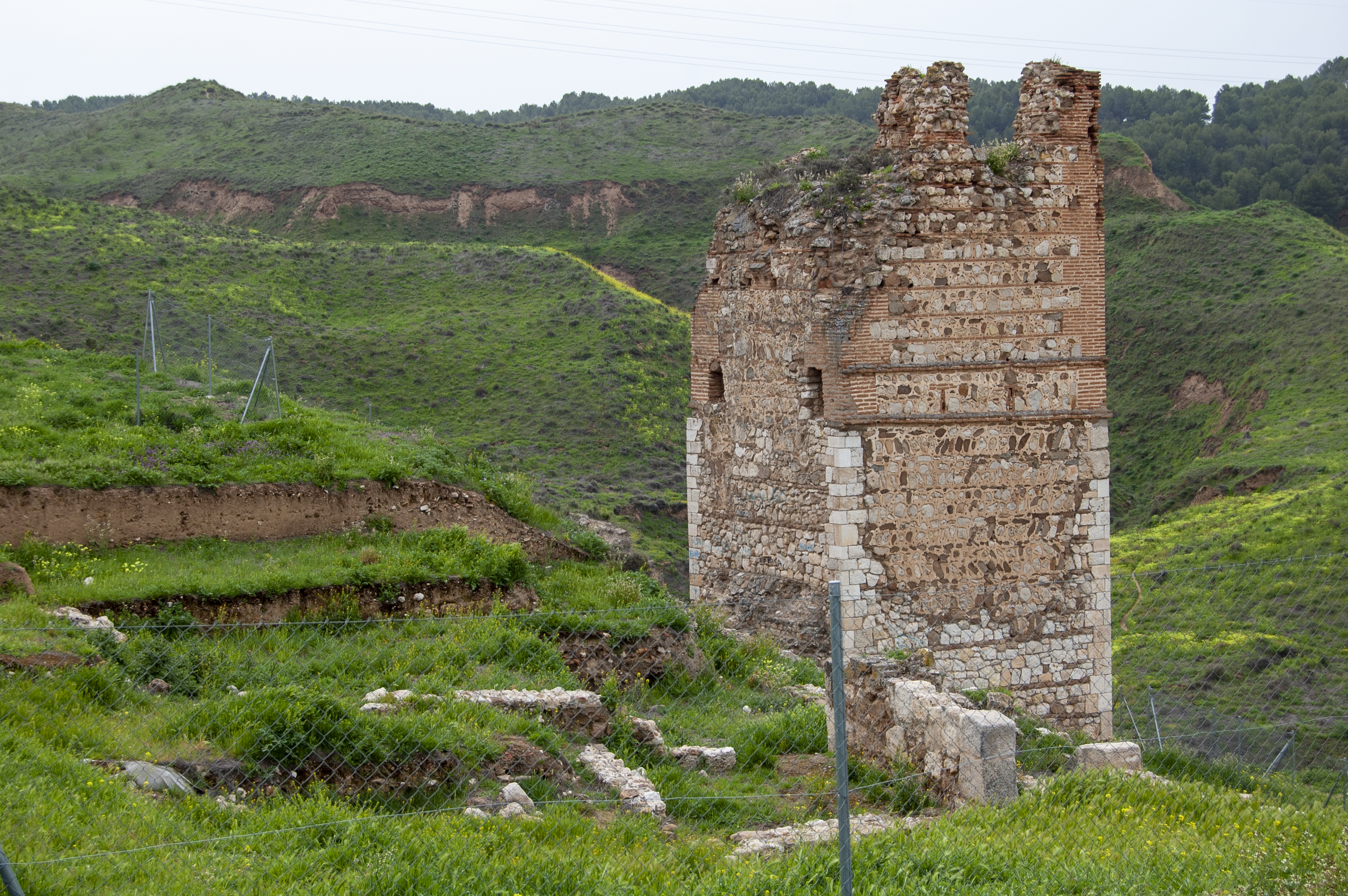
Torre albarrana del Castillo de Alcalá la Vieja.

Físicamente se asienta al sur del río Henares, en los Cerros de Alcalá, declarados Monte de Utilidad Pública el año 2000, con el número 180 del catálogo de Montes de Utilidad Pública de la Comunidad de Madrid. Son propiedad del Ayuntamiento de Alcalá de Henares.
Es un entorno natural protegido con un destacado valor paisajístico, ya que los terrenos donde se localizan los asentamientos quedaron inalterados desde prácticamente la plena Edad Media, solamente modificados por los procesos naturales o por la repoblación de pinos, como en el caso del cerro Malvecino.
El yacimiento Alcalá la Vieja engloba el:
- Castillo de Alcalá la Vieja y sus dos arrabales
- Cerro del Ecce Homo
- Cerro Malvecino

La alcazaba se sitúa sobre una elevación amesetada, a 630 m s. n. m., rodeada de un foso natural. La muralla de la fortificación está compuesta por varios lienzos y nueve torreones, adaptados a la topografía del cerro, siguiendo el trazado de la primera obra andalusí. Construidos en su cara externa con grandes sillares de caliza, e incluso de granito. En su interior se han identificado un aljibe subterráneo, silos, una iglesia de trazas mudéjares, y un almacén de finales del siglo XIV.
La rodeaban, al oeste y al sur, dos amplios arrabales sin fortificar, separados de la fortaleza y entre sí por profundos barrancos. En el meridional había una necrópolis o maqbara. 
Al este de Alcalá la Vieja, a 836 m s. n. m., se sitúa el yacimiento del Ecce Homo. Cerro en el que se han descubierto fosas que formaban un conjunto de fondos de cabaña, así como distintas hoyas colmatadas con abundantes materiales, entre ellos elementos cerámicos y líticos. Este cerro también se vincula con el asedio de la fortaleza y, en él, los vencedores levantaron las ermitas del Ecce Homo.
Al oeste de la fortaleza se ubica el yacimiento del cerro Malvecino, con una elevación máxima de 698 m s. n. m. En él se situó una de las fortificaciones efímeras vinculadas con el asedio de Alcalá la Vieja, ya que en este lugar se dispuso el campamento encastillado desde el que las tropas cristianas asediaron y conquistaron la alcazaba musulmana en 1118.

## Historia
El yacimiento tiene vestigios arqueológicos de la Edad del Bronce, de la Edad del Hierro, de época romana y visigoda. Aunque su mayor desarrollo urbano es en la época hispano musulmana entre los siglos X y XII, con la denominación de Qalat abd-al-Salam. Además, hay restos documentados de una fase medieval cristiana, bajomedieval y niveles de época moderna.
Entre los siglos XII y XIII se remodeló toda la alcazaba, reforzando sus estructuras defensivas, pero manteniendo siempre los trazados andalusíes. A finales del siglo XIV, con el arzobispo Pedro Tenorio, se produce la mayor transformación de la fortaleza, readaptando sus defensas a la poliorcética de la época, caracterizada principalmente por el uso generalizado del ladrillo, tanto en la muralla como en las torres. De este periodo es la torre albarrana de planta cuadrangular, la estructura mejor conservada, que se localiza al sudeste del acceso principal. Esta entrada es un acceso directo, flanqueado por dos torres rectangulares, con un pasillo en el que sitúan dos puertas con arcos de herradura. Los arrabales fueron abandonados en el siglo XIV, y la fortaleza en la segunda mitad del siglo XVI.
Alcalá la Vieja es una de las cuatro ciudades andalusíes que formaban parte de la Marca Media, junto con Calatalifa, Mayrit y Ṭalamanka, mejor conservadas en la Comunidad de Madrid. Sus restos arqueológicos muestran como era su estructura urbana en la Meseta Central, conformada por alcazaba, medina y maqbara. También refleja el desarrollo histórico urbano ininterrumpido de Alcalá de Henares, con tres hitos principales consecutivos: la romana Complutum, la musulmana Alcalá la Vieja (Qalat abd-al-Salam) y el cristiano Burgo de Santiuste.
Las primeras excavaciones arqueológicas modernas en Alcalá la Vieja fueron dirigidas por el arqueólogo Juan Zozaya Stabel-Hansen en el año 1969. Entre 1982 y 1984 la investigación de campo y su documentación científica fue dirigida por Araceli Turina Gómez. Desde 2003 hasta 2008 el Ayuntamiento de Alcalá de Henares realizó, en colaboración con la Comunidad de Madrid, varias intervenciones para determinar la envergadura de este yacimiento andalusí. A partir de 2009, se mantienen importantes trabajos de investigación y conservación de forma regular.

## Conservación
Desde 1984 se han realizado intervenciones de restauración y consolidación de las estructuras localizadas en el yacimiento. En 2011 se consolidaron las dos torres que flanquean el acceso principal de la fortaleza, para proteger su estructura original, recuperando la técnica del escalonado en la torre occidental y recreciendo lo necesario para preservar sus elementos originales. Entre los años 2012 y 2017 se restauró la torre número 9, junto con otras tareas de conservación; también se instalaron paneles divulgativos, con explicaciones sobre la historia y características del yacimiento y los resultados de las excavaciones. Entre 2018 y 2020 se restauró gran parte del lienzo occidental, además, se consolidaron todas las estructuras exhumadas y se iniciaron los trabajos para musealizar el yacimiento, singularmente la reproducción del arco de la puerta principal. En 2021 se rehabilitaron los accesos de cara a su musealización, y se consolidó un tramo entre torres en la zona de la entrada.
Gracias a su relativo buen estado de conservación, se ha acondicionado su visita al público. Estando incluido dentro de la Red de yacimientos visitables de la Comunidad de Madrid.